# 38640 Rau
38640 Rau este o planetă minoră (asteroid) din centura de asteroizi. A fost descoperită pe 5 iulie 2000 la Stația Anderson Mesa de Lowell Observatory Near-Earth-Object Search. 
Obiectul prezintă o orbită caracterizată de o semiaxă mare de 2,200959 UAi, o excentricitate de 0,07, o înclinație de 3,26482 ° în raport cu ecliptica.